# Stadion Kariana w Erdenie
Stadion Kariana (bułg. Стадион Кариана) – stadion piłkarski w Erdenie, w Bułgarii. Obiekt może pomieścić 1000 widzów. Swoje spotkania na stadionie rozgrywają piłkarze klubu Kariana Erden.